# Majhphant Mallaj
Majhphant Mallaj – gaun wikas samiti w zachodniej części Nepalu w strefie Dhawalagiri w dystrykcie Parbat. Według nepalskiego spisu powszechnego z 2001 roku liczył on 1290 gospodarstw domowych i 6065 mieszkańców (3200 kobiet i 2865 mężczyzn).